# Circuit masculin de l'ITF 2019
Navigation
Saison 2018 Saison 2020
Le circuit masculin de l'ITF 2019 est la saison 2019 du circuit de tennis masculin organisé par l'ITF. Il représente l'échelon le plus bas des circuits de tennis professionnels, après l'ATP Tour et l'ATP Challenger Tour. Les tournois qui le composent sont communément appelés Futures. Ils sont dotés de 15 000 ou 25 000 $.

## Primes et dotations des tournois
Les tournois distribuent des points pour le classement ATP.
| Catégorie du tournoi | V  | F  | DF | QF | T2 | T1 |
| -------------------- | -- | -- | -- | -- | -- | -- |
| M25                  | 20 | 12 | 6  | 3  | 1  | 0  |
| M15                  | 10 | 6  | 4  | 2  | 1  | 0  |

## Résultats

### Janvier
| Date             | Lieu du tournoi         | Surface         | Dotation | Vainqueur                          | Finaliste                   | Score                             |
| ---------------- | ----------------------- | --------------- | -------- | ---------------------------------- | --------------------------- | --------------------------------- |
| 31 décembre 2022 | M25, Hong Kong          | Dur             | 25 000 $ | Evan Furness                       | Julian Lenz                 | 5-6, ab.                          |
| 31 décembre 2022 | M25, Los Angeles        | Dur             | 25 000 $ | Brandon Holt                       | Emilio Gómez                | 6-3, 6-3                          |
| 31 décembre 2022 | M15, Anning             | Terre battue    | 15 000 $ | Eric Vanshelboim                   | Luca Castelnuovo            | 6-3, 6-2                          |
| 7 janvier        | M25, Tucson             | Dur             | 25 000 $ | Govind Nanda                       | Martin Redlicki             | 4-6, 7-62, 6-0                    |
| 7 janvier        | M15, Bagnoles-de-l’Orne | Terre battue    | 15 000 $ | Nicolae Frunza                     | Maxime Hamou                | 7-63, 4-6, 6-0                    |
| 7 janvier        | M15, Anning             | Terre battue    | 15 000 $ | Agustín Velotti                    | Naomi Tajima                | 4-6, 6-3, 7-5                     |
| 7 janvier        | M15, Manacor            | Terre battue    | 15 000 $ | Sandro Ehrat                       | Markus Eriksson             | 6-4, 6-2                          |
| 7 janvier        | M15, Monastir           | Dur             | 15 000 $ | Lucas Catarina                     | Skander Mansouri            | 6-4, 7-5                          |
| 14 janvier       | M15, Naples             | Terre battue    | 15 000 $ | Sékou Bangoura                     | Pedro Sakamoto              | 7-66, 6-0                         |
| 14 janvier       | M15, Bressuire          | Dur (int.)      | 15 000 $ | Lény Mitjana                       | Artem Dubrivnyy             | 7-68, 6-4                         |
| 14 janvier       | M15, Anning             | Terre battue    | 15 000 $ | Agustín Velotti                    | Ray Ho                      | 6-4, 6-3                          |
| 14 janvier       | M15, Manacor            | Terre battue    | 15 000 $ | Francisco Cerúndolo                | Ivan Gakhov                 | 6-3, 6-3                          |
| 14 janvier       | M15, Monastir           | Dur             | 15 000 $ | Skander Mansouri                   | Riccardo Balzerani          | 7-5, 6-3                          |
| 14 janvier       | M15, Antalya            | Terre battue    | 15 000 $ | Riccardo Bellotti Davide Galoppini | co-vainqueurs               | Finale annulé pour cause de pluie |
| 21 janvier       | M25, Palm Coast         | Terre battue    | 25 000 $ | Nicolás Alvarez                    | Sékou Bangoura              | 7-65, 1-6, 6-4                    |
| 21 janvier       | M25, Kazan              | Dur (int.)      | 25 000 $ | Sanjar Fayziev                     | Teymuraz Gabashvili         | 6-3, 7-5                          |
| 21 janvier       | M25, Nußloch            | Moquette (int.) | 25 000 $ | Botic van de Zandschulp            | Peter Heller                | 6-2, 6-2                          |
| 21 janvier       | M15, Veigy-Foncenex     | Moquette (int.) | 15 000 $ | Christopher Heyman                 | Maxime Tchoutakian          | 7-5, 65-7, 6-0                    |
| 21 janvier       | M15, Charm el-Cheikh    | Dur             | 15 000 $ | Karim-Mohamed Maamoun              | Pablo Vivero González       | 63-7, 6-3, 6-4                    |
| 21 janvier       | M15, Palma Nova         | Terre battue    | 15 000 $ | Francisco Cerúndolo                | Sandro Ehrat                | 2-6, 6-2, 6-3                     |
| 21 janvier       | M15, Monastir           | Dur             | 15 000 $ | Skander Mansouri                   | Gilbert Soares Klier Júnior | 7-5, 6-1                          |
| 28 janvier       | M25, Weston             | Dur             | 25 000 $ | Dmitry Popko                       | Alejandro Tabilo            | 6-2, 6-3                          |
| 28 janvier       | M15, Charm el-Cheikh    | Dur             | 15 000 $ | Karim-Mohamed Maamoun              | Peter Kobelt                | 6-1, 7-62                         |
| 28 janvier       | M15, Antalya            | Terre battue    | 15 000 $ | Ergi Kirkin                        | Kirill Kivattsev            | 4-6, 7-5, 6-2                     |
| 28 janvier       | M15, Palma Nova         | Terre battue    | 15 000 $ | Oriol Roca Batalla                 | Hernán Casanova             | 7-67, 4-6, 6-1                    |
| 28 janvier       | M15, Monastir           | Dur             | 15 000 $ | Corentin Denolly                   | Skander Mansouri            | 7-610, 3-6, 7-5                   |

### Février
| Date | Lieu du tournoi | Surface | Dotation | Vainqueur | Finaliste | Score |
| ---- | --------------- | ------- | -------- | --------- | --------- | ----- |

### Mars
| Date | Lieu du tournoi | Surface | Dotation | Vainqueur | Finaliste | Score |
| ---- | --------------- | ------- | -------- | --------- | --------- | ----- |

### Avril
| Date | Lieu du tournoi | Surface | Dotation | Vainqueur | Finaliste | Score |
| ---- | --------------- | ------- | -------- | --------- | --------- | ----- |

### Mai
| Date | Lieu du tournoi | Surface | Dotation | Vainqueur | Finaliste | Score |
| ---- | --------------- | ------- | -------- | --------- | --------- | ----- |

### Juin
| Date | Lieu du tournoi | Surface | Dotation | Vainqueur | Finaliste | Score |
| ---- | --------------- | ------- | -------- | --------- | --------- | ----- |

### Juillet
| Date | Lieu du tournoi | Surface | Dotation | Vainqueur | Finaliste | Score |
| ---- | --------------- | ------- | -------- | --------- | --------- | ----- |

### Août
| Date | Lieu du tournoi | Surface | Dotation | Vainqueur | Finaliste | Score |
| ---- | --------------- | ------- | -------- | --------- | --------- | ----- |

### Septembre
| Date | Lieu du tournoi | Surface | Dotation | Vainqueur | Finaliste | Score |
| ---- | --------------- | ------- | -------- | --------- | --------- | ----- |

### Octobre
| Date | Lieu du tournoi | Surface | Dotation | Vainqueur | Finaliste | Score |
| ---- | --------------- | ------- | -------- | --------- | --------- | ----- |

### Novembre
| Date | Lieu du tournoi | Surface | Dotation | Vainqueur | Finaliste | Score |
| ---- | --------------- | ------- | -------- | --------- | --------- | ----- |

### Décembre
| Date | Lieu du tournoi | Surface | Dotation | Vainqueur | Finaliste | Score |
| ---- | --------------- | ------- | -------- | --------- | --------- | ----- |